# Charlotte Stuart, duchessa di Albany
Charlotte Stuart, designata duchessa di Albany (Liegi, 29 ottobre 1753 – Bologna, 17 novembre 1789), era la figlia illegittima del pretendente giacobita Carlo Edoardo Stuart ('Bonnie Prince Charlie' o the 'Young Pretender') e il suo unico figlio a sopravvivere all'infanzia.

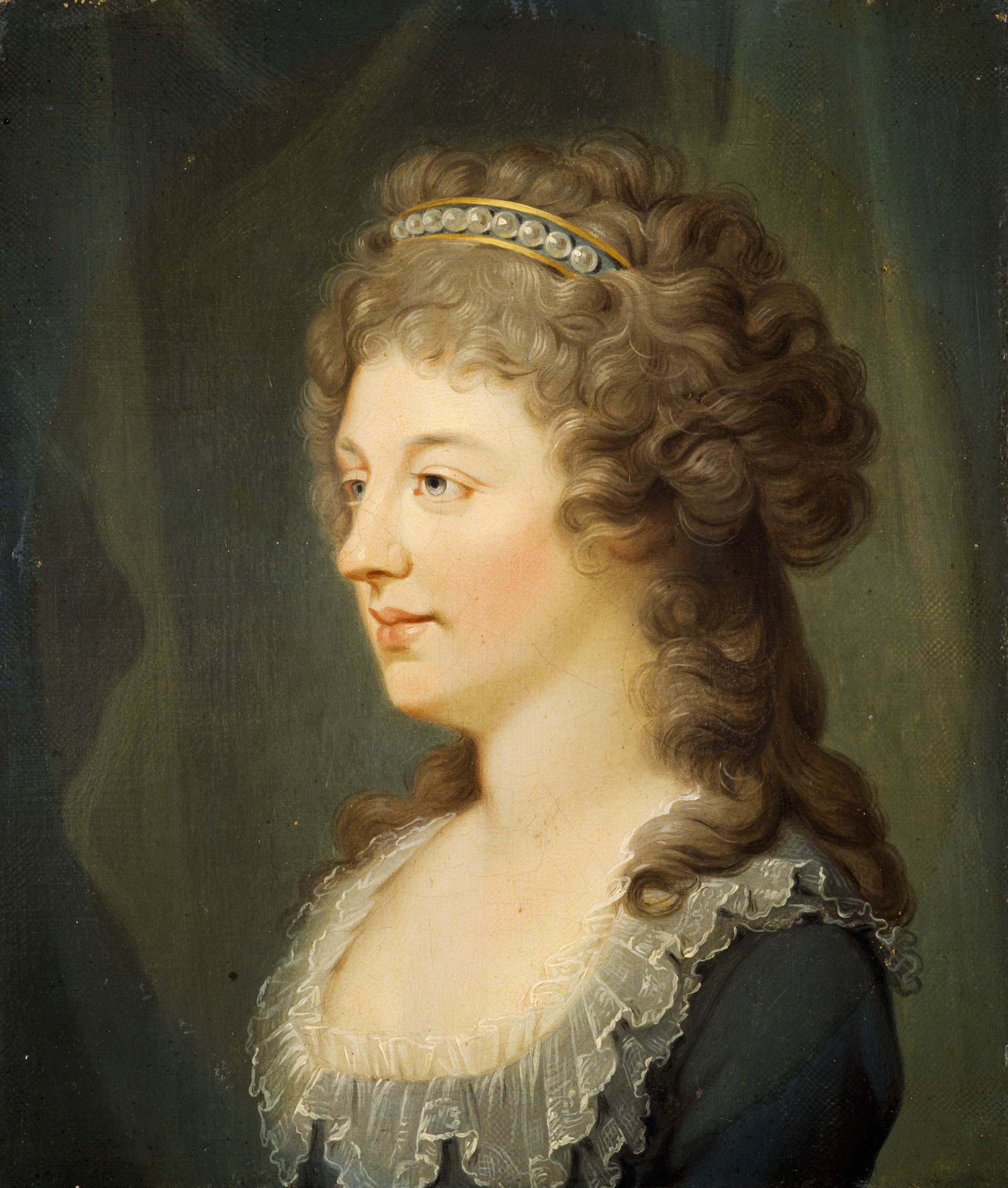
Charlotte Stuart ritratta da Hugh Douglas Hamilton, Scottish National Portrait Gallery

Sua madre era Clementina Walkinshaw, che fu amante del principe dal 1752 fino al 1760. Dopo anni di abusi, Clementina lo lasciò, portando Charlotte con sé. Charlotte trascorse gran parte della sua vita in conventi francesi, estraniata da un padre che rifiutava di fare qualsiasi disposizione per lei. 
Non in grado di sposarsi, divenne ella stessa una amante con figli, prendendo Ferdinand de Rohan, arcivescovo di Bordeaux, come suo amante.
Si riconciliò infine con suo padre nel 1784, quando egli la legittimò e la creò duchessa di Albany fra i parìa giacobita. Lasciò i suoi figli con la madre, e divenne badante e compagna di suo padre, negli ultimi anni della sua vita, prima di morire a meno di due anni dopo di lui. I suoi tre figli furono allevati in anonimato; tuttavia, come unici nipoti del pretendente, sono stati oggetto dell'interesse giacobita dal momento che il loro lignaggio è stato scoperto nel XX secolo.

## Biografia

### Infanzia

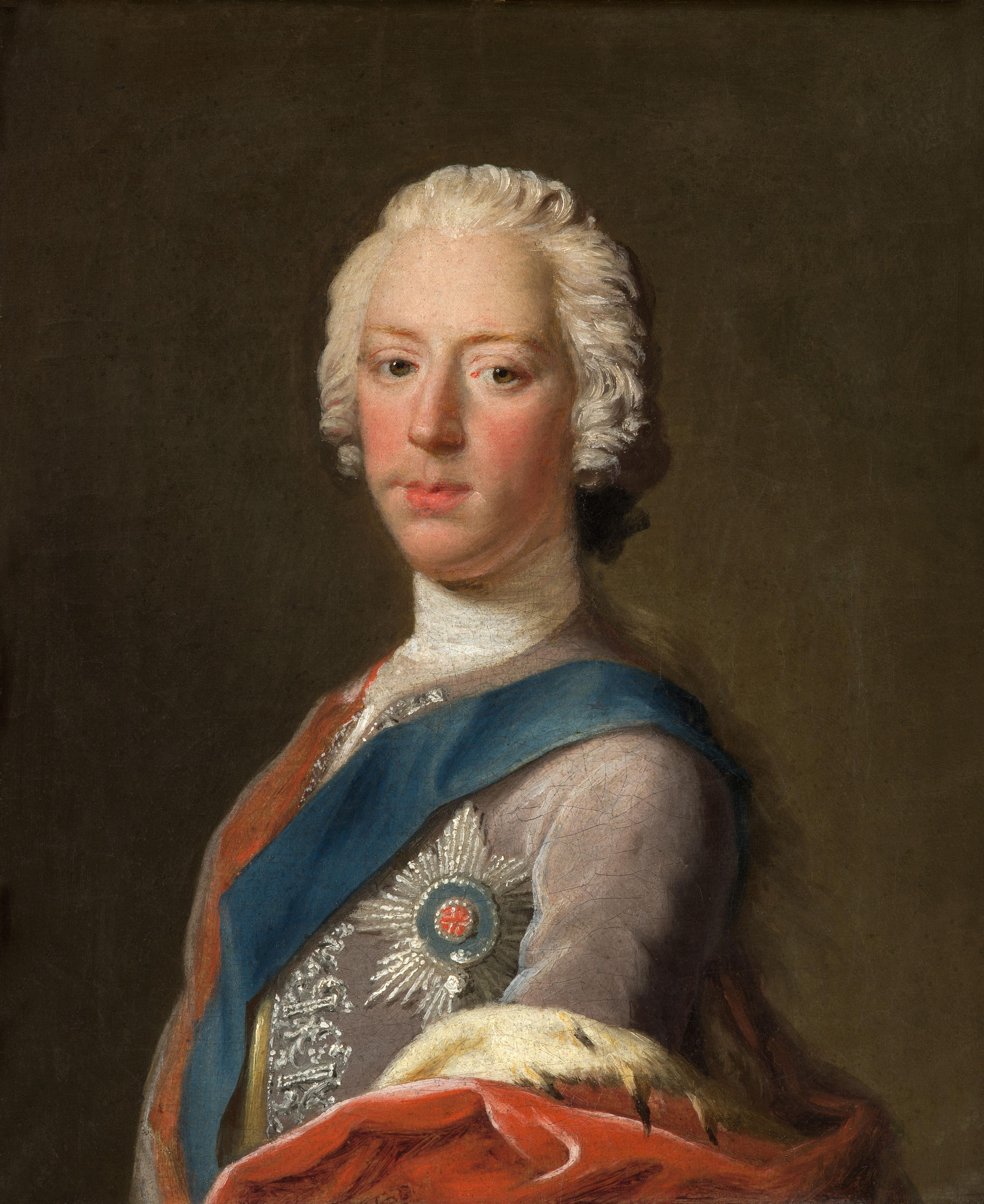
Carlo Edoardo Stuart nel 1745

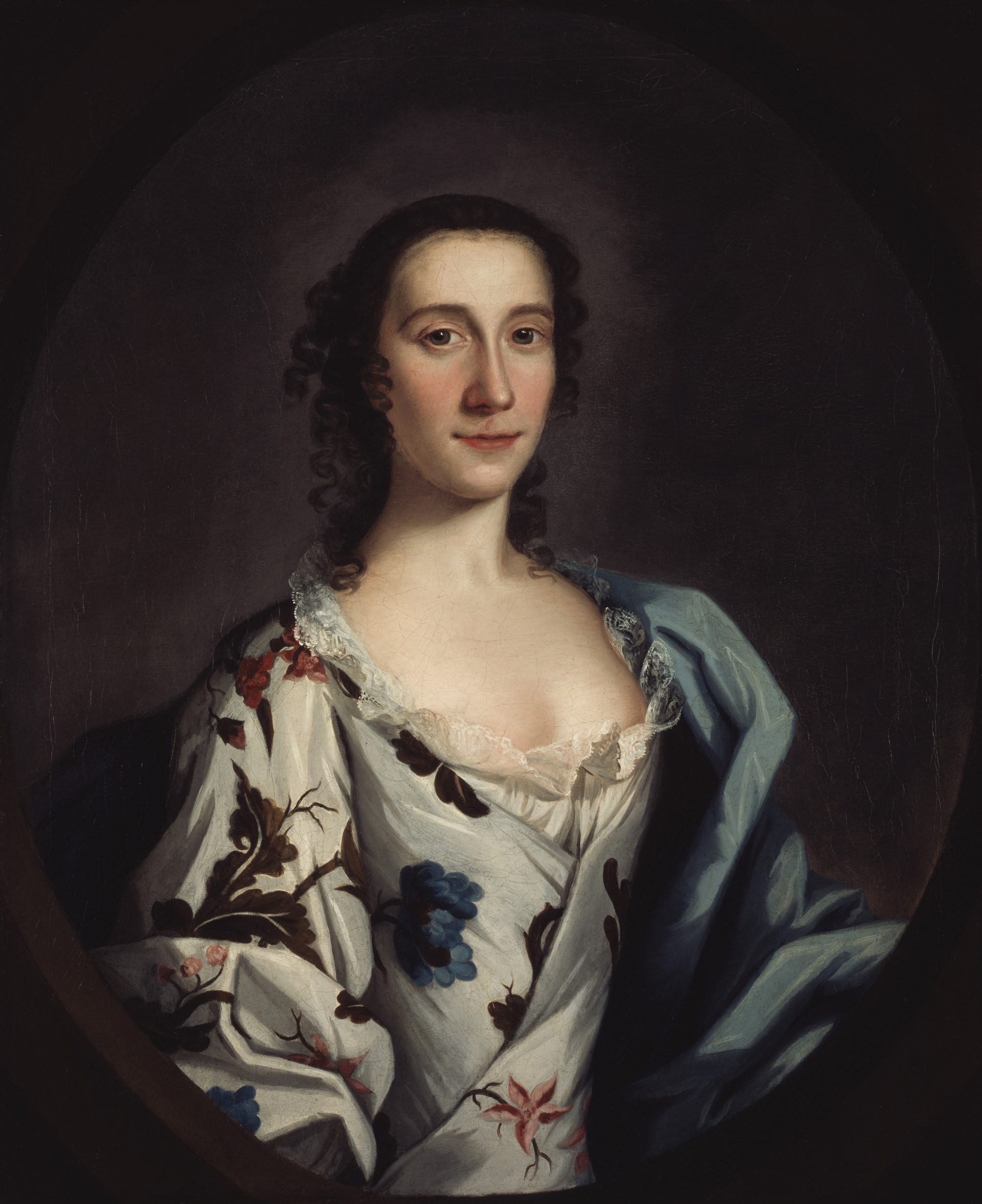
Clementina Walkinshaw, la madre maltrattata di Charlotte

Charlotte Stuart nacque il 29 ottobre 1753 a Liegi da Carlo Edoardo e dalla sua amante Clementina Walkinshaw, che egli aveva conosciuto durante l'insurrezione giacobita del 1745 (quando arrivò in Scozia dalla Francia nel tentativo di riconquistare con la forza i troni d'Inghilterra, Scozia e Irlanda, che erano stati persi da suo nonno, Giacomo II e VII, nel 1689).
Clementina (1720–1802) era la più giovane di dieci figlie di John Walkinshaw of Barrowhill (1671–1731). I Walkinshaw possedevano le terre di Barrowfield and Camlachie, e suo padre era diventato un ricco mercante di Glasgow (fondando il villaggio tessile di Calton). Tuttavia, egli era anche un episcopale e un giacobita che aveva combattuto per il padre del principe nell'insurrezione del 1715, venendo catturato nella battaglia di Sheriffmuir, prima di scappare dal castello di Stirling e fuggire in Europa. Nel 1717, era stato perdonato dal governo britannico e ritornò a Glasgow, dove sua figlia minore nacque probabilmente a Camlachie. Tuttavia, Clementina fu in gran parte educata sul continente, e successivamente si convertì al cattolicesimo.
Nel 1746, viveva nella casa di suo zio Sir Hugh Paterson a Bannockburn, nei pressi di Stirling. Il principe venne nella casa di Sir Hugh al principio di gennaio del 1746 dove incontrò Clementina per la prima volta, e tornò nello stesso mese per essere curato da lei per quello che sembra essere stato un raffreddore. Dato che viveva sotto la protezione di suo zio, non si è pensato che i due fossero amanti in quel periodo.
Dopo la sconfitta della ribellione del principe a Culloden nell'aprile 1746, Carlo Edoardo fuggì dalla Scozia verso la Francia. Negli anni successivi, egli ebbe una scandalosa relazione con la ventiduenne cugina Louise de Montbazon (che era sposata con un suo caro amico, e che egli abbandonò quando rimase incinta) e poi con la principessa di Talmont, che era sulla quarantina. Nel 1752, venne a sapere che Clementina era a Dunkerque e in alcune difficoltà finanziarie, così le mandò 50 luigi d'oro per aiutarla e poi inviò Sir Henry Goring a supplicarla di venire a Gand per vivere con lui come sua amante. Goring, che descrisse Clementina come una "donnaccia", si lamentò di essere usato come "nessuno meglio di un magnaccia", e poco dopo lasciò l'impiego di Carlo Edoardo. Comunque, dal novembre 1752, Clementina viveva con Carlo Edoardo, e doveva rimanerci come sua amante per i successivi otto anni. La coppia si trasferì a Liegi dove Charlotte, la loro unica figlia nacque il 29 ottobre 1753 e battezzata nella fede cattolica nella chiesa di Sainte Marie-des-Fonts.

### Separazione dal padre (1760-1783)
Il rapporto tra principe e padrona era disastroso.  Carlo era già un disincantato, iracondo ed alcolizzato quando iniziarono a vivere insieme, e divenne violento e insensatamente possessivo nei confronti di Clementina,  trattandola come un "sottomesso". Spesso lontano da casa per "gite", si rivolgeva di rado a sua figlia, e quando lo faceva, era come "vostra figlia". Durante un trasferimento temporaneo a Parigi, i luogotenenti del principe registrarono brutti argomenti pubblici tra i due, e che la sua ubriachezza e il suo temperamento stavano danneggiando la sua reputazione. Nel 1760 erano a Basilea e Clementina ne aveva abbastanza dell'intossicazione e del loro stile di vita nomade.  Ha contattato il suo fedele padre cattolico , James Stuart ("The Old Pretender"), e ha espresso il desiderio di assicurarsi un'educazione cattolica per Charlotte e di ritirarsi in un convento. (Nel 1750, durante una visita in incognito a Londra, Carlo aveva disconosciuto nominalmente il cattolicesimo romano per la Chiesa anglicana .) James accettò di pagarle un'annualità di 10.000 lire e, nel luglio 1760, ci sono prove che suggeriscono aiutò la sua fuga dall'accorto Charles, con la bambina di sette anni, nel convento delle Monache della Visitazione a Parigi.  Lasciò una lettera per Charles che esprimeva la sua devozione per lui, ma lamentandosi di aver dovuto fuggire per paura della sua vita.  Un Charles furioso fece circolare descrizioni di entrambi, ma fu inutilmente.

### Appelli dalla Francia
Per i successivi dodici anni, Clementina e Charlotte continuarono a vivere in vari conventi francesi, sostenuti dalla pensione di 10.000 spettri concessa da James Stuart.  Charles non perdonò mai Clementina per averlo privato di "vostra figlia", e si rifiutò testardamente di pagare qualsiasi cosa per il loro sostegno.  Il 1 ° gennaio 1766 James morì, ma Charles, che ora si considerava de iure Charles III di Scozia, Inghilterra e Irlanda, rifiutava ancora di fare qualcosa per i due, costringendo Clementina, che ora si faceva chiamare "Contessa Alberstroff", ad appellarsi a suo fratello il cardinale Henry Stuart per l'assistenza.  Henry diede loro un'indennità di 5.000 lire, ma in cambio estrasse una dichiarazione di Clementina che non era mai stata sposata con Charles - una dichiarazione che in seguito tentò di ritrattare. Questa cifra inferiore li costrinse a trovare alloggi meno costosi nel convento di Notre Dame a Meaux-en-Brie .
Nel 1772, il Principe, allora cinquantunenne, sposò la diciannovenne Princess Louise di Stolberg-Gedern (che aveva solo un anno più di Charlotte).  Charlotte, ora in preda al delirio , aveva sempre scritto a suo padre per un po' 'di tempo, e ora lei lo invitava disperatamente a legittimarla, a fornire supporto e a portarla a Roma prima che un erede potesse nascere.  Nell'aprile 1772, Charlotte scrisse una commovente, ma implorante, lettera a "mon Augusta Papa" che fu inviata dal preside Gordon del Collegio scozzese a Roma.  Charles cedette e si offrì di portare Charlotte a Roma (era ora residente a Palazzo Muti - la residenza degli Stuart in esilio), ma a condizione che lasciasse sua madre in Francia.  Questo si rifiutò lealmente di fare, e Charles, per la rabbia, interruppe ogni discussione.

### Serva di un arcivescovo
Verso la fine del 1772, Clementina e Charlotte arrivarono inaspettatamente a Roma per premere di persona la loro causa disperata.  (Il viaggio spinse ulteriormente Clementina a indebitarsi.) Tuttavia, il Principe reagì con rabbia, rifiutando perfino di vederli, costringendo il loro indifeso ritorno in Francia, da dove continuavano le lettere di implorazione di Charlotte. Tre anni dopo, Charlotte, che ora aveva ventidue anni e aveva già problemi di salute (apparentemente soffriva di una malattia al fegato condivisa dagli Stuart), decise che la sua unica possibilità era sposarsi il prima possibile. Charles, tuttavia, rifiutò di concedere il permesso di sposarsi o di prendere il velo, e lei rimase in attesa del suo piacere regale.
Mancando di legittimità o permesso, Charlotte non era in grado di sposarsi. Quindi, lei cercava altrimenti un protettore e un fornitore. Probabilmente all'insaputa di Charles, divenne l'amante di Ferdinand Maximilien Mériadec de Rohan, arcivescovo di Bordeaux e Cambrai. Ferdinando di Rohan, legato dal sangue alla casa di Stuart e anche a Borbone e Lorena, non poteva neanche sposarsi legittimamente, essendo entrato nella Chiesa come figlio più giovane di una casa nobile. Da lui, ha avuto tre figli: due figlie, Marie Victoire e Charlotte, e infine un figlio, Charles Edward. I suoi figli furono tenuti segreti e rimasero in gran parte sconosciuti fino al XX secolo. Quando Charlotte lasciò la Francia per Firenze, affidò i bambini, e si stava appena riprendendo dalla nascita di suo figlio, alle cure di sua madre, e sembra che pochi, e certamente non suo padre, sapessero della loro esistenza.

### Riconciliazione
Solo dopo che il suo matrimonio senza figli con Louise era finito e Charles si era gravemente ammalato, si interessò a Charlotte.  Aveva trent'anni e non vedeva suo padre da quando aveva sette anni.  Il 23 marzo 1783, modificò la sua volontà di farne l'erede e, una settimana dopo, firmò un atto di legittimazione. Questo atto, riconoscendola come sua figlia naturale e autorizzandola a succedere nella sua proprietà privata, fu inviato a Luigi XVI di Francia .  Henry Stuart, tuttavia, contestò la legittimazione come irregolare e confusa per la successione.  Alla fine Luigi XVI confermò l'atto e lo registrò con il Parlement di Parigi , ma non fino al 6 settembre 1787.
Nel luglio del 1784, dopo aver concesso a Louise una separazione legale , Carlo convocò Charlotte a Firenze, dove era attualmente residente e, in novembre, la installò nel Palazzo Guadagni come Duchessa di Albany ,  designando "Sua Altezza Reale " - e nominandola all'Ordine del Cardo . Tuttavia, essendo illegittimo alla nascita, Charlotte non aveva ancora diritto di successione alla pretesa di Stuart al trono britannico.  Tuttavia, a questo punto, le affermazioni erano di scarso valore.  I governanti europei avevano da tempo smesso di prendere sul serio Charles.  Persino Papa Pio VI si rifiutava di riconoscere il suo titolo reale, e il famoso Casanova lo aveva argutamente chiamato "pretendente in vano". Fu ridotto a designare se stesso il "Conte d'Albany".
Il fatto che un restauro degli Stuart fosse ora meno che improbabile non ha impedito al Principe di presentare Charlotte come la prossima generazione della causa.  Ha ottenuto medaglie per lei, portando la figura di Hope, la mappa dell'Inghilterra e le braccia Stuart con leggende come "Spes Tamen Est Una" (c'è una sola speranza).  Anche lui l'aveva idealizzata nell'arte;  l'artista scozzese Gavin Hamilton è stato incaricato di disegnarla con il gesso in stile neoclassico , mentre Hugh Douglas Hamilton ha dipinto un ritratto lusinghiero in una tiara.

### Compagna di suo padre
Quando Charlotte arrivò a vivere con suo padre nel 1784, era un alcolista malato.  Trovò il suo stato fisico disgustoso, e soffriva di degenerazione mentale e usava una cucciolata per viaggiare. Tuttavia, introdusse Charlotte nella società, permettendole di indossare i famosi gioielli Sobieska di sua madre . Continuamente, e senza successo, cercò doni di gioielli o denaro dal suo padre a pugno chiuso;   ma probabilmente questo era in gran parte dovuto alla preoccupazione per il benessere di sua madre e dei suoi figli. Entro un mese dall'arrivo a Firenze, riuscì a persuadere suo padre a fornire finalmente Clementina. A quel tempo, Charlotte era anche in cattive condizioni di salute, soffrendo di un disturbo che avrebbe causato la sua morte da "ostruzione del fegato" solo due anni dopo suo padre.  Infatti, poco dopo il suo arrivo a Firenze, una crescita esponenziale la costrinse a cambiare i vestiti. A Charlotte mancava molto sua madre (la quale sperava vanamente che Charles avrebbe permesso di venire a Roma) e ai suoi figli, scrivendo a sua madre ben 100 volte in un solo anno;   temeva anche che Rohan avrebbe preso un'altra amante;  tutto questo si rivela nelle sue lettere dispiaciute a casa, mentre aspettava la morte di Charles.

### Ultimi mesi
Nel dicembre 1785, si arruolò con l'aiuto di Henry Stuart per riportare Charles a Palazzo Muti a Roma.  Lì, Charlotte rimase la badante e la compagna di suo padre e fece del suo meglio per rendere la sua vita sopportabile fino alla morte per un infarto due anni dopo (31 gennaio 1788).  Il suo sacrificio per lui era considerevole: era divisa tra un evidente affetto per suo padre, sua madre e tre figli lasciati a Parigi.
Charlotte sopravvisse a suo padre per soli ventidue mesi e non rivide più i suoi figli.  Il 9 ottobre 1789 arrivò a Palazzo Vizzani Sanguinetti (ora Palazzo Ranuzzi) a Bologna , la casa della sua amica Marchesa Giulia Lambertini-Bovio.  Morì lì a 36 anni di cancro al fegato (17 novembre 1789). Nel suo testamento, scritto solo tre giorni prima della sua morte, Charlotte lasciò a sua madre, Clementina, una somma di 50.000 lire e una rendita di ulteriori 15.000. Tuttavia, furono due anni prima che Henry Stuart, il suo esecutore, e ora considerato dai Giacobiti come il re Enrico IX, avrebbe rilasciato i soldi.  In effetti, acconsentì a farlo solo quando Clementina firmò una "cessione" rinunciando, a nome di se stessa e dei suoi discendenti, a qualsiasi altra pretesa sulla proprietà. Charlotte fu sepolta nella chiesa di San Biagio, vicino a dove morì.  Quando la chiesa fu demolita dai francesi nel 1797, le vestigia di Charlotte furono trasferite nell'Oratorio della Santissima Trinità.  Quando chiuse nel 1961, il suo monumento (e forse i suoi resti) furono trasferiti nella vicina Chiesa della Santissima Trinità.

## Eredità
Per molti anni, i tre figli di Charlotte rimasero sconosciuti alla storia, e si credette che la linea diretta di Giacomo II e Maria di Modena fosse terminata con la morte di Enrico nel 1807. Tuttavia, negli anni '50, la ricerca degli storici Alasdair e Hetty Tayler ha rivelato l'esistenza di due figlie e un figlio.  Lo storico George Sherburn scoprì poi le lettere di Charlotte a sua madre, da cui scrisse la sua biografia di Charles Edward.

### Figli
Sembra che Clementina abbia vissuto a Friburgo , in Svizzera, fino alla sua morte nel 1802 e che sia stata lei ad allevare i figli di Charlotte in un deliberato anonimato.  Le loro identità erano nascoste da una varietà di pseudonimi e di astuzie, non essendo nemmeno menzionate nel testamento dettagliato di Charlotte.  La volontà fa riferimento solo a Clementina e al desiderio di Charlotte che Clementina possa essere in grado di fornire "le sue necessarie relazioni". Il motivo per cui questi bambini rimasero segreti può essere spiegato dal fatto che il rapporto tra Rohan, l'Arcivescovo e Charlotte, a cui era stato proibito di sposarsi, era altamente illecito e sarebbe stato scandaloso. Si pensava che Marie Victoire Adelaide (nata nel 1779) e Charlotte Maximilienne Amélie (nata nel 1780)  fossero state affidate alle cure di Thomas Coutts , il banchiere londinese, e un lontano parente dei Walkinshaw.  Rimasero nell'anonimato e si credeva che fossero semplicemente assorbiti nella società inglese.
Il figlio di Charlotte, Charles Edward , nato a Parigi nel 1784, seguì un percorso diverso.  Chiamandosi 'Conte Roehenstart' (Rohan + Stuart), fu educato dalla famiglia di suo padre in Germania, divenne ufficiale nell'esercito russo e generale nel servizio austriaco. Viaggiò ampiamente visitando l'India, l'America e le Indie Occidentali prima di venire in Inghilterra e in Scozia.  Raccontò storie così alte delle sue origini e avventure che pochi credettero alle sue affermazioni sulla discendenza reale. In effetti, non è stato fino al 20 ° secolo che lo storico George Sherburn ha stabilito che era davvero chi aveva affermato di essere. Morì in Scozia nel 1854 a seguito di un incidente in carrozza vicino al castello di Stirling e fu sepolto nella cattedrale di Dunkeld, dove è ancora visibile la sua tomba. Si è sposato due volte ma non ha avuto figli.
Occasionalmente, è stato suggerito che il principe Carlo sposasse Clementina Walkinshaw, e in tal modo Charlotte fosse legittima e potesse rivendicare legalmente di essere il successore di suo padre. Tuttavia, non ci sono documenti a sostegno di questa affermazione, e la dichiarazione giurata firmata da Clementina il 9 marzo 1767 respinge esplicitamente l'idea.  Inoltre, l'iniziale confessione di Carlo da parte di Charles parla contro la sua legittimità.
Generalmente si credeva che anche le figlie di Charlotte morissero senza figli. Tuttavia, secondo la ricerca di Peter Pininski, la figlia maggiore di Charlotte, Marie Victoire, ebbe un figlio.  Il libro di Pininski del 2002 suggeriva che Jules-Hercule, Prince de Guéméné e Duca di Montbazon, fratello maggiore di Ferdinand de Rohan (e aiutante di campo di Henry Stuart nel 1745) riconoscessero la progenie di Charlotte come sua, dando così il suo status in quello stretto famiglia.  Il libro sosteneva che nel 1793, allo scoppio della rivoluzione francese, la famiglia Rohan si disperse;  e Marie Victoire de Rohan andò dai parenti in Polonia.  Lì, ha incontrato e sposato Paul Anthony Louis Bertrand de Nikorowicz, un nobile polacco e figlio di un banchiere.  Avevano un figlio, Antime, prima di diventar vedova quattro anni dopo.  (Più tardi si risposò due volte: prima con James d'Auvergne, un capitano della marina inglese, che morì dopo 14 mesi, e infine con Jean de Pauw, un ufficiale dell'esercito francese.) Antime avrebbe avuto un figlio, Charles e una figlia , Julia-Thérèse, che sposò il conte Leonard Pininski e divenne la bis-bisnonna di Peter Pininski. Le prove di Pininski per la sua tesi sono state descritte come "spesso indirette, se non ellittiche";  i Rohan erano una grande famiglia, ed è facile confondere i suoi numerosi membri. Un ex presidente della Royal Stuart Society , tuttavia, dichiarò che le prove di Pininski sembravano "genuine",  e il genealogista Hugh Massingberd lo descriveva come "faticosamente ricercato ... la prova per la soddisfazione del pedante più scettico".
L'ipotesi di Pininski è stata contestata da Marie-Louise Backhurst in un articolo del 2013. Backhurst sostiene che la secondogenita di Charlotte, che fu sempre chiamata Victoire Adelaide, fu sposata prima a Saint Roch, Parigi, nel 1804 da un medico militare al servizio di Napoleone, Pierre Joseph Marie de St Ursin (1763-1818) .  Di Saint-Ursin era la madre di Teodoro Marie de St Ursin, nato a Parigi intorno al 1809-10 e che risiedeva ancora a Parigi nel 1823, sebbene la sua storia non sia stata trovata.  Sua madre si sposò di nuovo nel 1823 con un certo Corbet James D'Auvergne, anche se il suo posto e la data di morte non sono stati trovati.  Backhurst esaminò il battesimo, il matrimonio e la morte di Madame Nikorowicz e le diede il nome di Marie Victoire de Thorigny, e Backhurst suggerì che era più probabile che fosse figlia illegittima di Jules, il principe de Rohan, fratello di Ferdinando e quindi cugino di primo grado di Victoire Adelaide.  Pininski sostiene che l'interpretazione di Backhurst si basa su un documento distrutto che è stato "ricostituito" settanta anni dopo e che nessun documento conferma la nascita del figlio di Marie Victoire, mentre le pubblicazioni di Pininski forniscono documenti d'archivio originali e descrivono pienamente il contesto.

### Nel folklore giacobita
La storia di Charlotte Stuart non impiegò molto a entrare nel folklore giacobita.  Il poeta scozzese Robert Burns (1759-96), quasi contemporaneo, scrisse un certo numero di opere che celebravano il tragico romanticismo della causa giacobita.  Tra questi c'era The Bonnie Lass of Albanie , un lamento a Charlotte Stuart probabilmente scritto al momento della sua morte. Da un carteggio intrattenuto dal poeta con Robert Ainslie, sembra che Burns volesse chiamare Charlotte una delle sue figlie illegittime.

## Ascendenza
|                                      |                 |                                          | Genitori                                               |  |  | Nonni |  |  | Bisnonni                                      |  |  | Trisnonni                                      |  |
|                                      |                 |                                          |                                                        |  |  |       |  |  | James II, re d'Inghilterra, Scozia ed Irlanda |  |  | Charles I, re d'Inghilterra, Scozia ed Irlanda |  |
|                                      |                 |                                          |                                                        |  |  |       |  |  | James II, re d'Inghilterra, Scozia ed Irlanda |  |  | Charles I, re d'Inghilterra, Scozia ed Irlanda |  |
|                                      |                 | Henriette-Marie de Bourbon-France        |                                                        |  |  |       |  |  | James II, re d'Inghilterra, Scozia ed Irlanda |  |  |                                                |  |
| James Francis Edward Stuart          |                 |                                          |                                                        |  |  |       |  |  | James II, re d'Inghilterra, Scozia ed Irlanda |  |  |                                                |  |
|                                      |                 | Maria Beatrice d'Este                    | Alfonso IV d'Este, duca di Modena e Reggio             |  |  |       |  |  |                                               |  |  |                                                |  |
|                                      |                 | Maria Beatrice d'Este                    | Alfonso IV d'Este, duca di Modena e Reggio             |  |  |       |  |  |                                               |  |  |                                                |  |
|                                      |                 | Maria Beatrice d'Este                    | Laura Martinozzi                                       |  |  |       |  |  |                                               |  |  |                                                |  |
| Charles Edward Stuart                |                 | Maria Beatrice d'Este                    |                                                        |  |  |       |  |  |                                               |  |  |                                                |  |
|                                      |                 | Jakub Ludwik Sobieski, principe di Oława | Jan III Sobieski, re di Polonia e granduca di Lituania |  |  |       |  |  |                                               |  |  |                                                |  |
|                                      |                 | Jakub Ludwik Sobieski, principe di Oława | Jan III Sobieski, re di Polonia e granduca di Lituania |  |  |       |  |  |                                               |  |  |                                                |  |
|                                      |                 | Jakub Ludwik Sobieski, principe di Oława | Marie-Casimire-Louise de La Grange d'Arquien           |  |  |       |  |  |                                               |  |  |                                                |  |
| Maria Klementyna Sobieska            |                 | Jakub Ludwik Sobieski, principe di Oława |                                                        |  |  |       |  |  |                                               |  |  |                                                |  |
|                                      |                 | Hedwig von Pfalz-Neuburg                 | Philipp Wilhelm, elettore palatino del Reno            |  |  |       |  |  |                                               |  |  |                                                |  |
|                                      |                 | Hedwig von Pfalz-Neuburg                 | Philipp Wilhelm, elettore palatino del Reno            |  |  |       |  |  |                                               |  |  |                                                |  |
|                                      |                 | Hedwig von Pfalz-Neuburg                 | Elisabeth Amalie von Hessen-Darmstadt                  |  |  |       |  |  |                                               |  |  |                                                |  |
| Charlotte Stuart, duchessa di Albany |                 | Hedwig von Pfalz-Neuburg                 |                                                        |  |  |       |  |  |                                               |  |  |                                                |  |
|                                      | John Walkinshaw | John Walkinshaw                          |                                                        |  |  |       |  |  |                                               |  |  |                                                |  |
|                                      | John Walkinshaw | John Walkinshaw                          |                                                        |  |  |       |  |  |                                               |  |  |                                                |  |
|                                      | John Walkinshaw | Agnes Faulls                             |                                                        |  |  |       |  |  |                                               |  |  |                                                |  |
| John Walkinshaw                      | John Walkinshaw |                                          |                                                        |  |  |       |  |  |                                               |  |  |                                                |  |
|                                      |                 | Margaret Baillie                         | Robert Baillie                                         |  |  |       |  |  |                                               |  |  |                                                |  |
|                                      |                 | Margaret Baillie                         | Robert Baillie                                         |  |  |       |  |  |                                               |  |  |                                                |  |
|                                      |                 | Margaret Baillie                         | Helen Strang                                           |  |  |       |  |  |                                               |  |  |                                                |  |
| Clementina Walkinshaw                |                 | Margaret Baillie                         |                                                        |  |  |       |  |  |                                               |  |  |                                                |  |
|                                      |                 | Hugh Paterson, I baronetto               | Hugh Paterson                                          |  |  |       |  |  |                                               |  |  |                                                |  |
|                                      |                 | Hugh Paterson, I baronetto               | Hugh Paterson                                          |  |  |       |  |  |                                               |  |  |                                                |  |
|                                      |                 | Hugh Paterson, I baronetto               | Elizabeth Ker                                          |  |  |       |  |  |                                               |  |  |                                                |  |
| Katherine Paterson                   |                 | Hugh Paterson, I baronetto               |                                                        |  |  |       |  |  |                                               |  |  |                                                |  |
|                                      |                 | Barbara Ruthven                          | William Ruthven                                        |  |  |       |  |  |                                               |  |  |                                                |  |
|                                      |                 | Barbara Ruthven                          | William Ruthven                                        |  |  |       |  |  |                                               |  |  |                                                |  |
|                                      |                 | Barbara Ruthven                          | Catherine Douglas                                      |  |  |       |  |  |                                               |  |  |                                                |  |
|                                      |                 | Barbara Ruthven                          |                                                        |  |  |       |  |  |                                               |  |  |                                                |  |

### Fonti
- Douglas, Hugh (2004) "Walkinshaw, Clementine, styled countess of Albestroff (c.1720–1802)", Oxford Dictionary of National Biography, Oxford University Press, DOI: 10.1093/ref:odnb/28523, retrieved 2007-12-14 (subscription required)
- Kybert, Susan Maclean, Bonnie Prince Charlie: A Biography London, 1988 Unwin ISBN 0-04-440387-9
- Magnusson, Magnus, Scotland: The Story of a Nation London, 2000 HarperCollins ISBN 0-00-653191-1
- McFerran, Noel S., Charlotte, Duchess of Albany The Jacobite Heritage (accessed 4 February 2007)
- Pininski, Peter, The Stuarts' Last Secret Tuckwell Press, 2001 ISBN 1-86232-199-X
- Pittock, Murray G. H. (September 2004; online edn, May 2006) "Charles Edward (1720–1788)", Oxford Dictionary of National Biography, Oxford University Press, DOI: 10.1093/ref:odnb/5145, retrieved 2007-12-14  (subscription required)
- George Sherburn, Roehenstart: A Late Stuart Pretender. Being an Account of the Life of Charles Edward August Maximilien Stuart Baron Korff Count Roenenstart, Chicago, University of Chicago, 1960.
- Uilleam Stiùbhart, Domhnall, The cursed fruits of Charlie's loins? in The Scotsman Fri 15 April 2005 (The Scotsman.com)

### Approfondimenti
- Susan Grosvenor Buchan, Funeral march of a marionette: Charlotte of Albany, London, L. and Virginia Woolf at the Hogarth press, 1935.
- Francis John Angus Skeet, The Life and Letters of H.R.H. Charlotte Stuart, Duchess of Albany, London, Eyre & Spottiswoode, 1932.
- Helen Agnes Henrietta Tayler, Prince Charlie's Daughter: Being the Life and Letters of Charlotte of Albany, London, Batchworth Press, 1950.